# Utricularia alpina
Utricularia alpina är en tätörtsväxtart som beskrevs av Nikolaus Joseph von Jacquin. Utricularia alpina ingår i släktet bläddror, och familjen tätörtsväxter. Inga underarter finns listade i Catalogue of Life.

## Bildgalleri

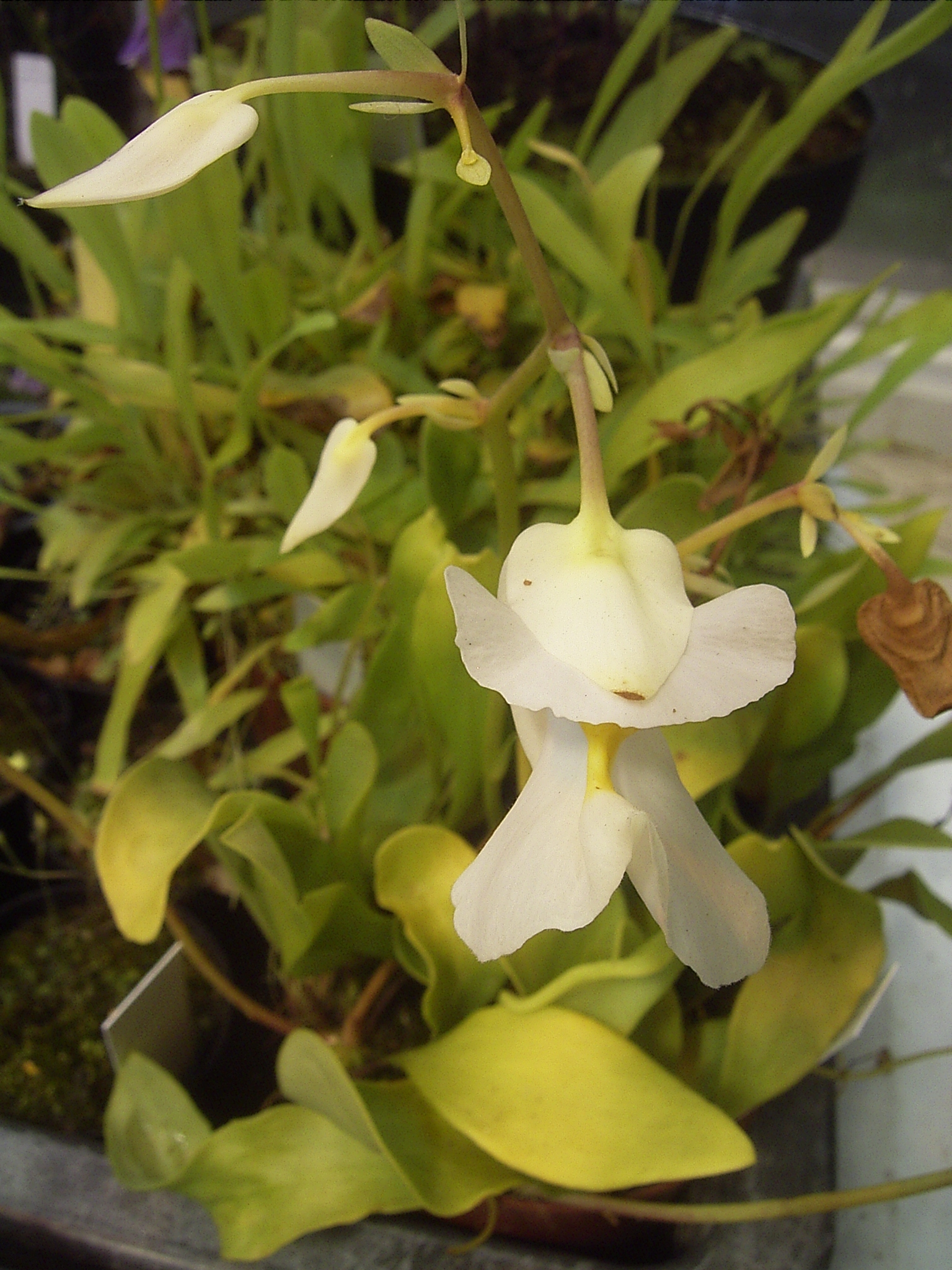
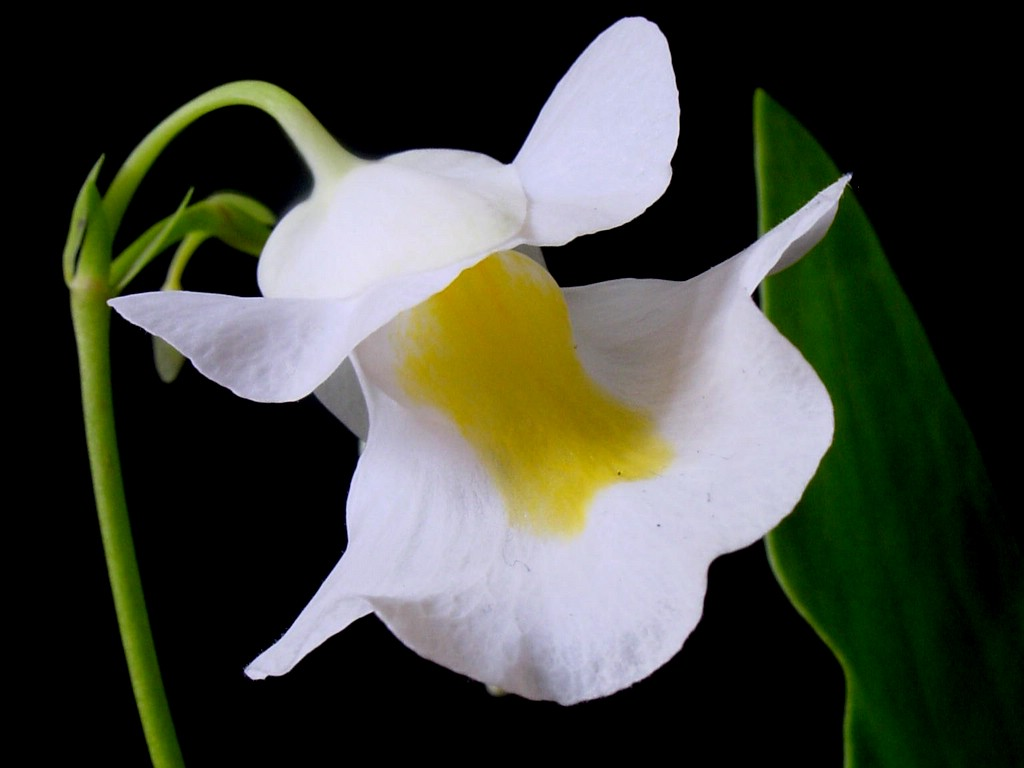
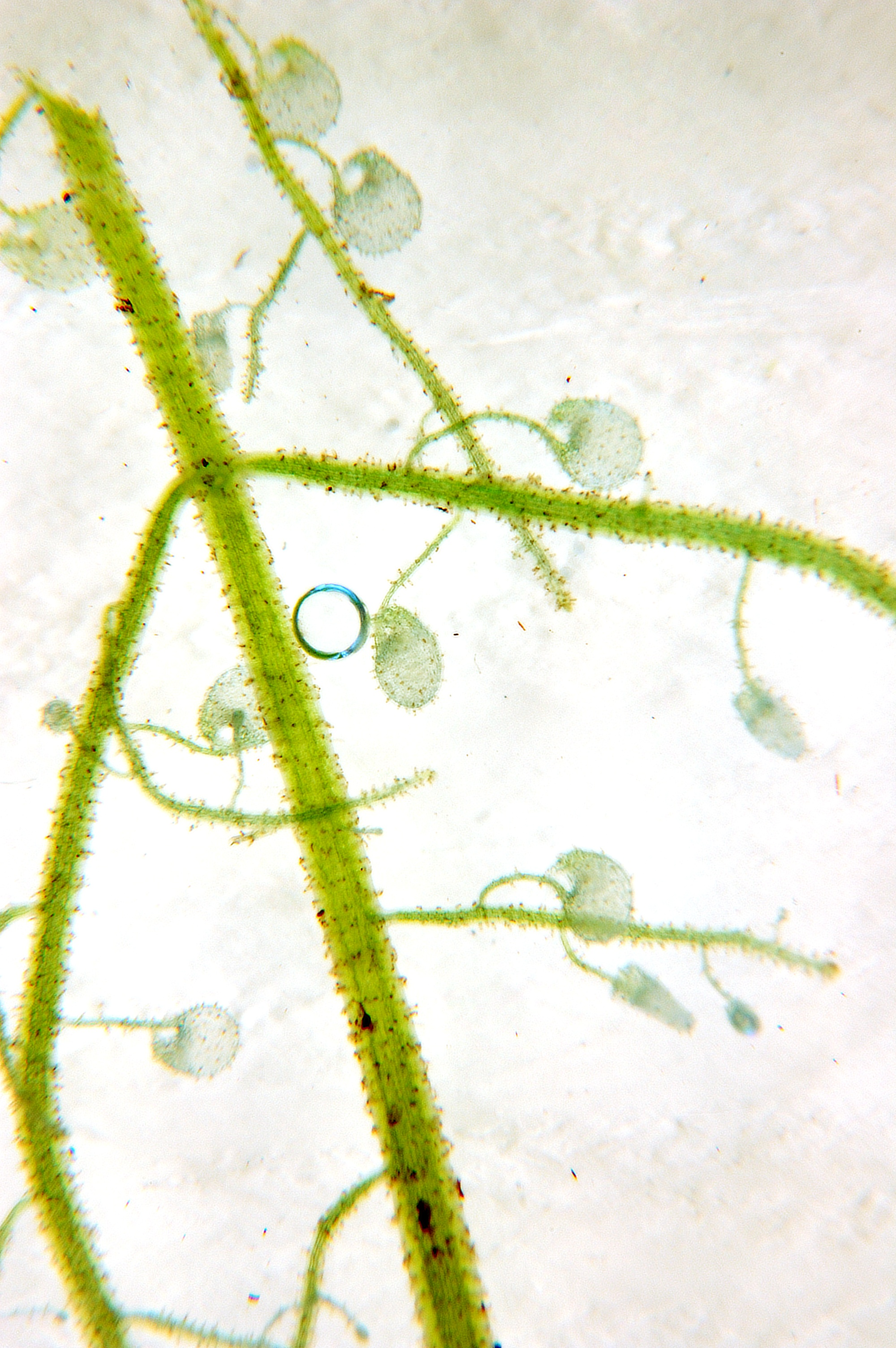